# インターライニング
インターライニング（英語: Interlining）は、インターライン、インターラインチケットまたはインターラインブッキングとも呼ばれ、複数の航空会社で複数のフライトを必要とする旅程で旅行する乗客を処理するための、個々の航空会社間の自発的な商業契約である。この契約により、乗客は手荷物を受け取ったり、再度チェックインしたりすることなく、ある航空会社のあるフライトから別の航空会社の別のフライトに変更が可能。また、遅延などにより乗り継ぎができなくなった場合、航空会社に無料で再予約することが可能である。
インターライン契約はコードシェア契約と異なり、コードシェア契約は通常、一つの定期航空便に複数の航空会社コード（略称）で運航される便を指し、共同運航便とも呼ばれる。ただし、1枚の航空券を発行するためには、コードシェア販売航空会社とコードシェア運航航空会社の両方が、旅程内の他のすべての航空会社とインターライン契約を結んでいる必要がある。コードシェア関係はインターラインチケット(または電子航空券)を発行できるかどうかに影響を与える可能性がある。
インターライン契約は方向性がある。例えば、アメリカン航空がアメリカン-ユナイテッドの旅程で航空券を発行することは可能でも、ユナイテッドが同じ旅程で発行することができない場合がある。このような一方向のインターライン契約を一方的なインターラインと呼ばれる。航空会社は、各航空会社が他の航空会社でチケットを発券できる二国間インターライン契約を締結することに同意することもできる。
以前は、ユナイテッド航空やルフトハンザなどの大手ネットワークキャリアのみが電子航空券のインターライン契約を結んでいたが、2007年末にIATAの命令により、従来の紙の航空券の廃止を義務付けたことにより、中小航空会社にも電子航空券の導入が強制され状況が変わった。小規模なレガシーキャリアは、通常、市場に参入する大規模なネットワークキャリアとインターライン契約を結んでいる。消費者への直接販売 (代理店やグローバル・ディストゥリビューション・システム(GDS)を経由しない) のみを行うほとんどの新興の格安航空会社はインターライニングに対応していない場合がある。
インターライン航空券の契約がない場合、2枚の別々の航空券を発行する必要があり、乗客はチェックインのために手荷物を受け取り、乗り継ぎ先の航空会社に運ぶ必要がある。このような乗り継ぎのある旅程は、第2の航空会社は到着便の遅延や問題に気付かない可能性があり、乗り継ぎができなくなった場合、費用なしで予約を変更できる可能性が低いため、旅行者にとってリスクが高くなる。また、手荷物を紛失した場合、旅行者が後で送ってほしい場合にも問題が発生する可能性がある。
ほとんどのオンライン旅行代理店は、いずれかの予約システムで発券できる旅程のみを表示している。ただし、一部の航空券販売サイトでは発券できないインターラインの旅程が表示されることがある。例として以前はアエロ・カリフォルニアが運航していたメキシコ路線、現在はライオン・エアが運航しているインドネシア路線などがある。これらは「"contact airline to buy "（航空会社に連絡して購入する）」と表示されることがよくある。